# Igor' Bezdenežnych
Igor' Igorevič Bezdenežnych (in russo Игорь Игоревич Безденежных?; Ufa, 8 agosto 1996) è un calciatore russo, centrocampista del Kuban'.

## Caratteristiche tecniche
È un centrocampista difensivo.

## Carriera

### Club
Cresciuto nelle giovanili dell'Ufa, ha esordito in prima squadra il 17 maggio 2015 in occasione del match di campionato pareggiato 1-1 contro lo Zenit San Pietroburgo.

### Nazionale
Ha giocato nelle nazionali giovanili russe Under-19 ed Under-21.